# 1944 în artă
← 1941 în artă — 1942 în artă — 1943 în artă ——  1944 în artă  —— 1945 în artă — 1946 în artă — 1947 în artă →
1944 în artă implică o serie de evenimente:

## Evenimente

### Evenimente artistice oriunde
Fără date precise 

## Nașteri

### Ianuarie - iunie
- 11 ianuarie –
- 23 ianuarie –
- 17 mai –
- 23 iunie –

### Iulie - decembrie
- 3 iulie –
- 25 iulie –
- 6 octombrie –

## Decese
- 3 decembrie –
- 15 decembrie – -->

## Galerie (lucrări din 1944)
- Lucrări reprezentative